# David Marconi
David Marconi est un réalisateur, scénariste et producteur de cinéma américain.

## Biographie
David Marconi a notamment travaillé sur Ennemi d'État et Die Hard 4 : Retour en enfer.

## Filmographie

### Cinéma
- 1983 : Rusty James
- 1983 : Outsiders
- 1984 : The Sky's No Limit
- 1992 : The Harvest
- 1998 : Ennemi d'État
- 2000 : Camera
- 2007 : Die Hard 4 : Retour en enfer
- 2010 : The Fulfillment
- 2010 : The Nobistor Affair
- 2013 : Intersections
- 2016 : The Foreigner

### Télévision
- 1986 : G.I. Joe (en) (série télévisée)

## Source de la traduction
- (en) Cet article est partiellement ou en totalité issu de l’article de Wikipédia en anglais intitulé « David Marconi » (voir la liste des auteurs).